# America's Next Top Model (diciannovesima edizione)
La diciannovesima edizione di America's Next Top Model ha preso il sottotitolo di College Edition, poiché ha visto partecipare tredici aspiranti modelle selezionate da diverse università sparse lungo gli Stati Uniti; ancora una volta è stata trasmessa sul canale The CW con una variazione del giorno di messa in onda, passando dal mercoledì al venerdì, andando in onda dal 24 agosto 2012 al 16 novembre 2012.

Tre nuovi volti fanno il proprio esordio nel cast: Rob Evans, modello inglese; Bryanboy, un blogger filippino; Johnny Wujek, nuovo direttore artistico dei servizi fotografici.
Un cambiamento importante di questa edizione è stata la possibilità data al pubblico del web di poter votare le proprie modelle preferite (le votazioni sono state aperte due mesi prima dell'inizio dello show), permettendo ad una di loro di venire ripescata durante lo svolgimento del programma; la concorrente rientrata in gara tramite il ripescaggio è stata Leila.

## Premi
La vincitrice di questa edizione, Laura James da Cambridge, New York, ha portato a casa:
- Un contratto con la L.A. Models e con la New York Model Management
- Un contratto come testimonial per il profumo Dream Come True
- Un servizio sulla rivista Nylon
- Un contratto pubblicitario per la Nine West e Smashbox Cosmetics
- Un premio in denaro pari a 100.000 dollari

## Concorrenti
(L'età si riferisce al tempo della messa in onda del programma)
| Concorrente       | Età | Altezza         | Provenienza                    | Università                            | Posizione                                                              |
| ----------------- | --- | --------------- | ------------------------------ | ------------------------------------- | ---------------------------------------------------------------------- |
| Jessie Rabideau   | 23  | 5'9¾" (177 cm)  | Speedway, Indiana              | University of Southern California     | Eliminata nell'episodio 2                                              |
| Maria Tucker      | 22  | 5'7¼" (171 cm)  | Las Cruces, Nuovo Messico      | Università di Harvard                 | Ritirata nell'episodio 3                                               |
| Darian Ellis      | 22  | 5'9" (175 cm)   | Baton Rouge, Louisiana         | Università della Louisiana            | Eliminata nell'episodio 3                                              |
| Destiny Strudwick | 18  | 5'8½" (174 cm)  | Columbus, Ohio                 | Aveda Institute Columbus              | Eliminata nell'episodio 4                                              |
| Yvonne Powless    | 20  | 5'8½" (174 cm)  | Minneapolis, Minnesota         | Università del Texas a Austin         | Eliminata nell'episodio 6                                              |
| Allyssa Vuelma    | 20  | 5'10½" (179 cm) | Fort Lauderdale, Florida       | Università statale della Florida      | Eliminata nell'episodio 7                                              |
| Brittany Brown    | 18  | 5'10" (178 cm)  | Gilbert, Arizona               | Chandler-Gilbert Community College    | Eliminata nell'episodio 8                                              |
| Victoria Henley   | 18  | 5'9½" (177 cm)  | Colquitt, Georgia              | Liberty University                    | Eliminata nell'episodio 9                                              |
| Kristin Kagay     | 19  | 5'7¼" (171 cm)  | Jacksonville, Florida          | Florida State College at Jacksonville | Eliminata nell'episodio 10                                             |
| Nastasia Scott    | 19  | 5'8¼" (173 cm)  | East Stroudsburg, Pennsylvania | East Stroudsburg University           | Eliminata nell'episodio 11                                             |
| Leila Goldkuhl    | 20  | 5'11" (180 cm)  | Framingham, Massachusetts      | University of Rhode Island            | Eliminata nell'episodio 5 Rientrata nell'episodio 9 Terza classificata |
| Kiara Belen       | 22  | 5'9" (175 cm)   | Las Vegas, Nevada              | Università della California, Irvine   | Seconda classificata                                                   |
| Laura James       | 21  | 6'0" (183 cm)   | Cambridge, New York            | Paul Smith's College                  | Vincitrice                                                             |

## Makeover
- Allyssa: Extension e colpi di sole
- Brittany: Taglio più corto e schiarimento
- Darian: Taglio corto e schiarimento
- Destiny: Taglio corto
- Kiara: Extension
- Kristin: Taglio altezza spalle e frangia aggiunta
- Laura: Capelli e sopracciglia tinte color biondo platino
- Leila: Colpi di sole
- Nastasia: Extra volume e colpi di sole
- Yvonne: Volume
- Maria e Victoria: rifiutano il cambio look

## Ordine d'eliminazione
| 1  | Kristin  | Leila    | Victoria | Laura    | Nastasia | Laura    | Nastasia | Laura    | Nastasia | Leila    | Kiara    | Leila    |  |  |  |  |  |
| 2  | Nastasia | Laura    | Brittany | Brittany | Kristin  | Brittany | Brittany | Leila    | Laura    | Kiara    | Leila    | Nastasia |  |  |  |  |  |
| 3  | Laura    | Nastasia | Allyssa  | Leila    | Laura    | Allyssa  | Victoria | Brittany | Leila    | Nastasia | Nastasia | Kiara    |  |  |  |  |  |
| 4  | Allyssa  | Brittany | Leila    | Kiara    | Victoria | Kiara    | Leila    | Kiara    | Brittany | Laura    | Laura    |          |  |  |  |  |  |
| 5  | Destiny  | Kristin  | Laura    | Allyssa  | Kiara    | Victoria | Kiara    | Nastasia | Kristin  | Brittany |          |          |  |  |  |  |  |
| 6  | Kiara    | Yvonne   | Kristin  | Nastasia | Allyssa  | Leila    | Laura    | Victoria | Kiara    |          |          |          |  |  |  |  |  |
| 7  | Leila    | Kiara    | Nastasia | Jessie   | Brittany | Nastasia | Allyssa  |          |          |          |          |          |  |  |  |  |  |
| 8  | Darian   | Victoria | Kiara    | Victoria | Leila    | Kristin  |          |          |          |          |          |          |  |  |  |  |  |
| 9  | Maria    | Allyssa  | Jessie   | Kristin  | Jessie   |          |          |          |          |          |          |          |  |  |  |  |  |
| 10 | Jessie   | Darian   | Yvonne   | Yvonne   |          |          |          |          |          |          |          |          |  |  |  |  |  |
| 11 | Brittany | Maria    | Darian   |          |          |          |          |          |          |          |          |          |  |  |  |  |  |
| 12 | Yvonne   | Jessie   | Maria    |          |          |          |          |          |          |          |          |          |  |  |  |  |  |
| 13 | Victoria | Destiny  |          |          |          |          |          |          |          |          |          |          |  |  |  |  |  |

- Nell'episodio 1, Yvonne è stata l'ultima concorrente chiamata da Tyra ma, nel montaggio della puntata, la chiamata di Victoria è stata mostrata soltanto alla fine.
- Nell'episodio 3, Maria decide di abbandonare il programma, dopo aver rifiutato prima il makeover e dopo di posare per il servizio di nudo.
- L'episodio 8 si chiude con l'annuncio del rientro, mediante il ripescaggio, di una delle sette concorrenti eliminate in precedenza.
- L'episodio 9 si riapre da dove si era interrotto il precedente: Leila è la concorrente ripescata.

     La concorrente è stata eliminata
     La concorrente ha lasciato la gara volontariamente
     La concorrente rientra in gara mediante il ripescaggio
     La concorrente ha vinto la competizione

## Servizi
- Episodio 1: Casting in bikini.
- Episodio 2: Come teste di animali impagliati.
- Episodio 3: Nudo in giardino con Rob Evans.
- Episodio 4: Zombi apocalittici.
- Episodio 5: Cheerleader in aria.
- Episodio 6: Steampunk con gufo alla stazione dei treni.
- Episodio 7: Lorde e "appiccicose" in motel.
- Episodio 8: Foto segnaletica in prigione.
- Episodio 9: Triangolo amoroso su una zattera con Rob Evans.
- Episodio 10: Guerriere della cascata.
- Episodio 11: Pubblicitá a cavallo per la fragranza Dream Come True.
- Episodio 12: Servizio per Nine West e fotografie per Nylon.